# 안젤라 퐁
안젤라 퐁(Angela Fong, 1985년 2월 3일 ~ )은 캐나다의 모델, 프로 레슬링 선수이다.
밴쿠버에서 태어났다.

## 영화
- 워 (2007년)
- WWE 로우 이즈 워 (1997년) - 사반나 역